# モノクロのキス
「モノクロのキス」は、シドの通算12枚目、メジャー1枚目のシングル。2008年10月29日にキューンレコードから発売された。

## 概要
本楽曲は、TBS系アニメ『黒執事』（毎日放送制作）のオープニングテーマに起用された。
シドにとって自身の楽曲がアニメのタイアップとなるのはこの作品が初めてである。
今作からはシングルのM-3にライヴ音源が収録されている。
初回限定盤にはA,Bタイプでそれぞれ異なる映像を収録したDVD及び原作者枢やな書き下ろしポストカード(A:シエル、Ｂ:セバスチャン)が、Cタイプにはアニメ仕様ワイドキャップステッカーが封入されているが、収録曲は同じである。
初動売上はこれまでの最高だった「涙の温度」を大きく上回り、順位も自己最高位タイの4位を記録した。
本作で第31回アニメグランプリアニメソング部門を受賞した。
2009年1月21日には、「モノクロのキス/黒執事ver.」が新たにリリースされた。ジャケットは原作者枢やな描き下ろしの紙製ジャケットになっている。

## 収録内容

### 通常盤
| 全作詞: マオ。 |                                              |           |           |                        |                          |      |
| #              | タイトル                                     | 作詞      | 作曲      | 編曲                   |                          | 時間 |
| 1.             | 「モノクロのキス」                           | マオ      | Shinji    | シド & 西平彰          | マニピュレーター: 小池敦 | 3:58 |
| 2.             | 「season」                                   | マオ      | 御恵明希  | シド                   |                          | 4:20 |
| 3.             | 「and boyfriend (Live at 代々木第一体育館)」 | マオ      | ゆうや    | シド & 西平彰 & Sakura |                          | 4:15 |
| 合計時間:      | 合計時間:                                    | 合計時間: | 合計時間: | 合計時間:              | 12:41                    |      |

### 「黒執事」仕様盤
| 全作詞: マオ、全作曲: Shinji、全編曲: シド & 西平彰。 |                                            |       |            |      |
| #                                                     | タイトル                                   | 作詞  | 作曲・編曲 | 時間 |
| 1.                                                    | 「モノクロのキス」                         | マオ  | Shinji     | 3:58 |
| 2.                                                    | 「モノクロのキス - 「黒執事」OP Ver. 1 -」 | マオ  | Shinji     | 1:32 |
| 3.                                                    | 「モノクロのキス - 「黒執事」OP Ver. 2 -」 | マオ  | Shinji     | 1:32 |
| 4.                                                    | 「モノクロのキス -INSTRUMENTAL-」          | マオ  | Shinji     | 3:58 |
| 合計時間:                                             | 合計時間:                                  | 11:02 |            |      |

## 楽曲解説
1. モノクロのキス
  - MBS制作・TBS系アニメ『黒執事』オープニングテーマ

2015年10月現在、『コードギアス 反逆のルルーシュ』（2006年10月 - 2007年3月）以降のMBS木曜深夜アニメ枠及び後継のアニメイズム枠の歴代アニメーション作品のうち、2クールにわたって使用された唯一のオープニング主題歌である[1]。
二番のBメロからサビに切り替わる最後の箇所でマオの歌唱途中に、ノイズと思われる音が一瞬入ってしまっている。アルバムに収録した際にはこのミスは改善されている。マオによると「メジャーデビューシングルで力が入りすぎて、自分の歯を一瞬マイクにぶつけてしまった」とのこと[要出典]。

## 収録アルバム
1. モノクロのキス
  - 1stスタジオ・アルバム『hikari』
  - 1stベスト・アルバム『SID 10th Anniversary BEST』
  - 2ndベスト・アルバム『SID ALL SINGLES BEST』
  - 3rdベスト・アルバム『SID Anime Best 2008-2017』
2. season
  - 2ndカップリング・ベスト『Side B complete collection〜e.B 2〜』

## カバー
モノクロのキス
- DaizyStripper - トリビュートアルバム『Counteraction -V-Rock covered Visual Anime songs Compilation-』（2012年5月23日発売）に収録。
- Fantôme Iris - 配信限定シングル『histoire』（2020年9月25日配信）に収録。
- 小野大輔 - トリビュートアルバム『SID Tribute Album -Anime Songs-』（2023年12月6日発売）に収録。